# گلکسی نکسوس
گالکسی نکسوس (به انگلیسی: Galaxy Nexus) یک گوشی هوشمند دارای سیستم‌عامل اَندروید است که توسط سامسونگ ساخته شده و محصول همکاری مشترک میان سامسونگ و گوگل است.
گالکسی نکسوس در ۱۹ اکتبر ۲۰۱۱ در هنگ‌کنگ و در مراسم نسخهٔ جدید سیستم‌عامل اَندروید، نسخهٔ ۴٬۰ (Ice cream sandwich) رونمایی و در ۱۷ نوامبر ۲۰۱۱ عرضه شد.

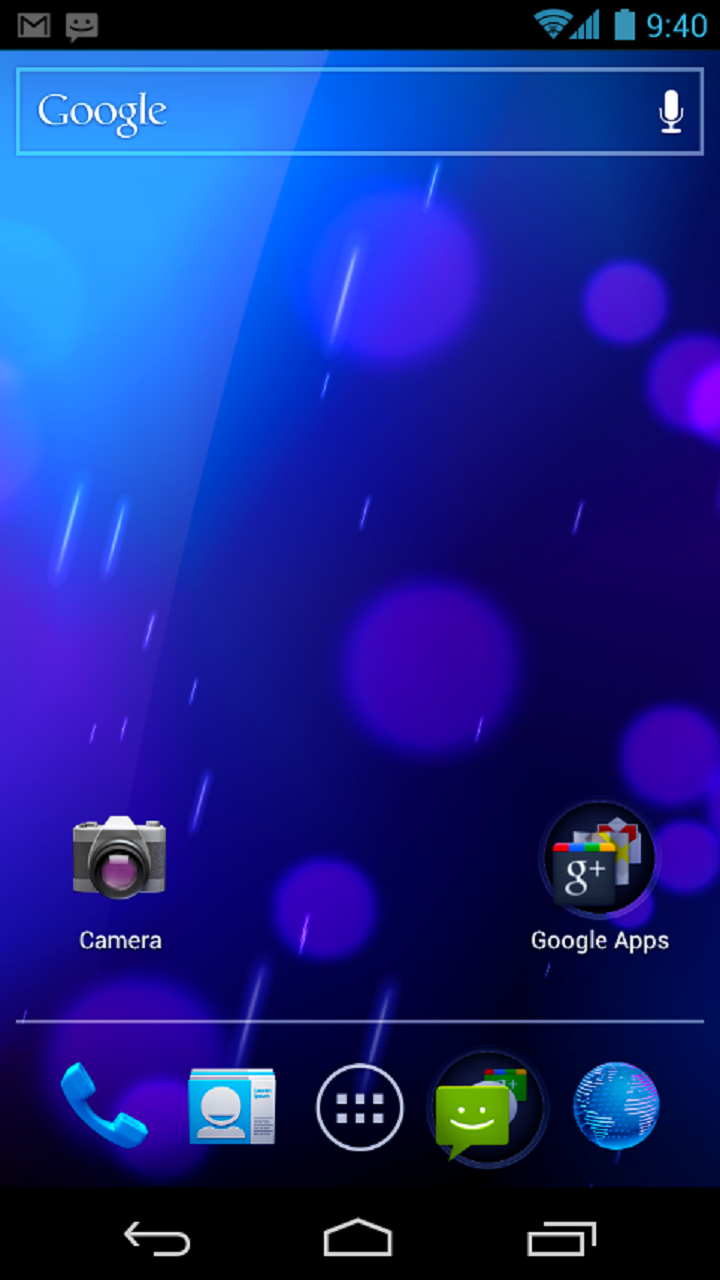
اندروید ۴٫۰ ارائه شده به همراه گلکسی نکسوس

## سخت‌افزار
گالکسی نکسوس دارای نمایشگر ۴٬۶۵ اینچی از نوع سوپر ای‌ام‌اوال‌ای‌دی (Super AMOLED) با تفکیک‌پذیری ۷۲۰×۱۲۸۰ پیکسل و قابلیت نمایش ۱۶ میلیون رنگ هماره با قابلیت‌های لمس چندگانه و سنسور حرکتی خودکار است. گالکسی نکسوس دارای پردازشگر دو هسته‌ای از نوع Cortex-A9 و با سرعت ۱٬۲ گیگاهرتز، پردازشگر گرافیکی PowerVR SGX540 شرکت ایمجینیشن تکنولوجیز با فرکانس ۳۸۴ مگاهرتز، ۱ گیگابایت حافظهٔ رم و حافظهٔ داخلی ۱۶ گیگابایت است. باتری آن از نوع Li-Ion ۱۷۵۰ mAh است که در شبکهٔ نسل دوم ظرفیت ۲۹۰ ساعت استندبای و ۱۷ ساعت و ۴۰ دقیقه مکالمهٔ مداوم را داراست.

دوربین گالکسی نکسوس ۵ مگاپیکسل و دارای قابلیت‌های فوکوس اتوماتیک، فوکوس لمسی، فلاش ال‌ای‌دی، تشخیص چهره و ژئوتگنیگ و همچنین فیلمبرداری فول اچ‌دی (۱۰۸۰×۱۹۲۰ پیکسل) با سرعت ضبط ۳۰ فریم در ثانیه می‌باشد.

دیگر امکانات سخت‌افزاری گالکسی نکسوس شامل بلوتوث نسخهٔ ۳٬۰ با A2DP، وای-فای، سامانهٔ موقعیت‌یاب جهانی (جی‌پی‌اس) و پشتیبانی از NFC است.

## نرم‌افزار
هم اکنون با اندروید ۴٫۲٫۱ این گوشی موبایل از قابلیت‌هایی چون:گوگل اکنون(Google Now)، فیس آنلاک با پلک زدن، دی دریم(DayDream)و... می‌باشد.

دربارهٔ گوگل اکنون:اطلاعاتی که نیاز دارید، وقتی که لازمشان دارید برای شما آماده هستند. گوگل اکنون

دربارهٔ فیس آنلاک:به جای وارد کردن پسورد یا ... برای بازکردن گوشی خود، از اندرویدهای ۴ به بعد قابلیتی با نام فیس آنلاک به گوشی‌های آندروید اضافه شده‌است. با این روش در اندرویدهای ۴ و ۴٫۱ می‌توانید فقط با یک لبخند زدن در هنگام روشن شدن گوشی، به وسیله دوربین جلوی گوشی(۱٫۳ مگاپیکسل) گوشی خود را باز کنید.

اما در آپدیت گلکسی نکسوس جدید، با اندروید ۴٫۲٫۱، می‌توانید قابلیت تشخیص زنده بودن برای تشخیص عکس از فرد واقعی، با پلک زدن گوشی خود را باز کنید.

و اما دی دریم. با این قابلیت، چیزی شبیه اسکرین سیور ویندوز(Screen Save)فعال می‌شود که باید مشخص کنید گوشی در حالت شارژ باشد یا نه. وقتی که گوشی شما پس از مدتی که مشخص کردید استفاده نشد، به جای خاموش شدن صفحه یک اسکرین سیور ظاهر می‌شود که می‌تواند در حالت ساعت، عکس، آلبوم و رنگ باشد.